# Stade Dar El Beïda
Stadion Omar Benrabah (arab. ملعب عمر بن رابح) – wielofunkcyjny stadion w Dar El Beïda, na przedmieściach Algieru, w Algierii. Obiekt może pomieścić 8 000 widzów. Swoje spotkania rozgrywają na nim piłkarze klubu CRB Dar El Beïda.
W 2009 roku stadion był jedną z aren (obok Stade Zéralda) piłkarskich mistrzostw Afryki do lat 17. Rozegrano na nim sześć spotkań fazy grupowej, jeden półfinał oraz finał tego turnieju.